# Специалист (фильм)
«Специалист» (англ. The Specialist) — американский художественный фильм 1994 года, снятый режиссёром Луисом Льоса по одноимённому циклу романов Джона Ширли.

## Сюжет
В 1984 году капитан Рэй Квик и полковник Нед Трент, специалисты по взрывоопасным веществам, выполняют задание ЦРУ, которое поручило им миссию по ликвидации южноамериканского наркодилера. Но, когда появляется автомобиль, оказывается, что внутри с дилером находится маленькая девочка. Рэй пытается прервать операцию, но Нед намерен её продолжить. Он доводит дело до конца и взрывает автомобиль. Рэй, потрясённый трагической гибелью ребёнка, избивает Неда, а затем уходит из ЦРУ.
10 лет спустя Рэй работает киллером, принимая заказы через сеть Internet. Орудием для выполнения заказов неизменно является взрывчатка. При этом Рэй изготавливает бомбы по специальной технологии, чтобы они уничтожали только намеченные цели во избежание случайных и невинных жертв. Он отвечает на объявления женщины по имени Мэй Монро и долго ведёт с ней переговоры, думая, принимать заказ или нет. Рэй заинтригован её историей, и, вдобавок к этому, находит Мэй довольно привлекательной женщиной. Мэй рассказывает, что её семью убил бандит Том Леон, по приказу его отца и руководителя клана — Джо, и что она внедрится в его банду сама и отомстит им, даже если Рэй откажется от её дела. Рэй соглашается, в то же время Мэй планирует внедриться в банду Томаса под именем Адрианы Гастингс. Бывший соратник Рэя, полковник Нед Трент, участвует в этой игре на стороне семьи Леонов, что сильно усложняет задачу.
Рэй уничтожает бандитов одного за другим, в то время как Мэй ведёт свою игру, изображая подругу Томаса. Во время одной из таких операций Мэй погибает от взрыва.
Когда Рэй идёт на похороны Мэй/Адрианы, он не хочет верить в её смерть и замечает в толпе Мэй. Она пришла на похороны в надежде, что Рэй тоже там будет. После похорон они идут в отель «Фонтенбло» и занимаются любовью. Тем временем Нед едет в церковь, где понимает, что тело в гробу — не Мэй, а сама она жива.
Выйдя из душа, Рэй не обнаруживает Мэй в номере, но находит записку от неё, в которой говорится «я не та женщина, которой ты можешь доверять». В этот момент выходящая из лифта Мэй замечает появившегося в отеле Неда с подручными. Она делает вид, что специально заманила Рэя в отель для Неда. Он не верит ни одному её слову и отдаёт приказ подручным взять её и отвести в машину. По дороге она хочет воспользоваться туалетом. Её выпускают на время, и в туалете Мэй объясняет Рэю по сотовому телефону, что случилось. Подручные Неда проникают в номер, но оказываются в ловушке, оставленной Рэем, а сам Рэй вынужден спасаться из отеля, разбираясь с подручными Неда.
Нед привозит Мэй к своему боссу Джо Леону, которому Мэй рассказывает правду о смерти его сына и своих мотивах. Нед предлагает Джо использовать Мэй как приманку для Рэя.
Во время подстроенного Недом звонка Мэй удаётся подать сигнал Рэю об опасности, намекая на записку из отеля. Рэй назначает встречу, куда Нед привозит Мэй и заставляет её взять с собой микрофон. Давая приказ своим людям убить Мэй, если она начнёт дёргаться, Нед отправляет её на встречу. По рации через микрофон на Мэй Нед слышит голос Рэя, после чего раздаётся мощный взрыв. Тем временем Рэй и Мэй покидают место происшествия на катере.
В финале фильма Рэй и Мэй оказываются загнанными на собственном складе Рэя. Рэй активирует самодельную систему самоуничтожения склада, позже их настигает Нед, который планирует убить их обоих, но наступает на одну из мин, что инициирует взрывы по всей сети. Нед погибает в огне. Рэй и Мэй сбегают, а взрыв уничтожает склад, создавая видимость того, что все погибли.
На следующий день Джо Леон читает про инцидент на складе. После чего он открывает почту, и находит посланный ему медальон с фотографией родителей Мэй, который затем взрывается. После взрыва Рэй спрашивает Мэй, как она себя чувствует, на что та отвечает: «Лучше».

## В ролях
| Актёр              | Роль                                                  |
| ------------------ | ----------------------------------------------------- |
| Сильвестр Сталлоне | Рэй Квик                                              |
| Шэрон Стоун        | Мэй Монро в банде известна под именем Эдриан Хастингс |
| Джеймс Вудс        | Нед Трент                                             |
| Эрик Робертс       | Томас Леон                                            |
| Род Стайгер        | Джо Леон                                              |

## Отзывы
Коммерчески фильм был успешным — при бюджете в 45 миллионов долларов он собрал 170 362 582 доллара, окупив свой бюджет почти в 4 раза, но критики его встретили холодно. На сайте Rotten Tomatoes он получил рейтинг 7 % на основе анализа 28 обзоров.
Так, например, Роджер Эберт отнёс картину к тому разряду фильмов, которые заставляют персонажей продираться сквозь мучительные лабиринты диалогов и поступков, чтобы объяснить совершенно невероятный сюжет.

## Номинации
- Премия «Золотая малина» за худший актёрский дуэт — Сильвестр Сталлоне и Шэрон Стоун.